# Громовой Юрій Вікторович
Юрій Вікторович Громовой (рос. Юрий Викторович Громовой; нар. 7 травня 1963, Куп'янськ, Харківська область, УРСР) — радянський та російський футболіст, півзахисник.

## Життєпис
Вихованець футбольної школи «Металурга» (Куп'янськ), перший тренер Юрій Олександрович Гречанніков. Виступав за клуб у першості КФК. У 1987—1990, 1994 роках грав у другій та другій нижчі лігах за «Дружбу» Йошкар-Ола — 117 матчів, шість голів. Грав у першості Росії на аматорському рівні за «Діану» Волжськ (1993, 1994), «Буревісник» Йошкар-Ола (1994). У червні — серпні 1995 року провів 10 матчів за клуб чемпіонату Казахстану «Гірник» (Хромтау). Забив чотири м'ячі, три з яких — у перших трьох матчах.
У середині 2000-х виступав у чемпіонаті Харкова серед ветеранів за команду «Світло шахтаря».